# ساوث ويلمينغتون (إلينوي)
ساوث ويلمينغتون (بالإنجليزية: South Wilmington, Illinois)‏ هي منطقة سكنية تقع في الولايات المتحدة في إلينوي. يقدر عدد سكانها بـ 681 نسمة .

## الموقع الجغرافي
الموقع الجغرافي للمناطق المحيطة بهذه النقطة هو كالتالي: